# Bürger- und Ortsverein Rhöndorf

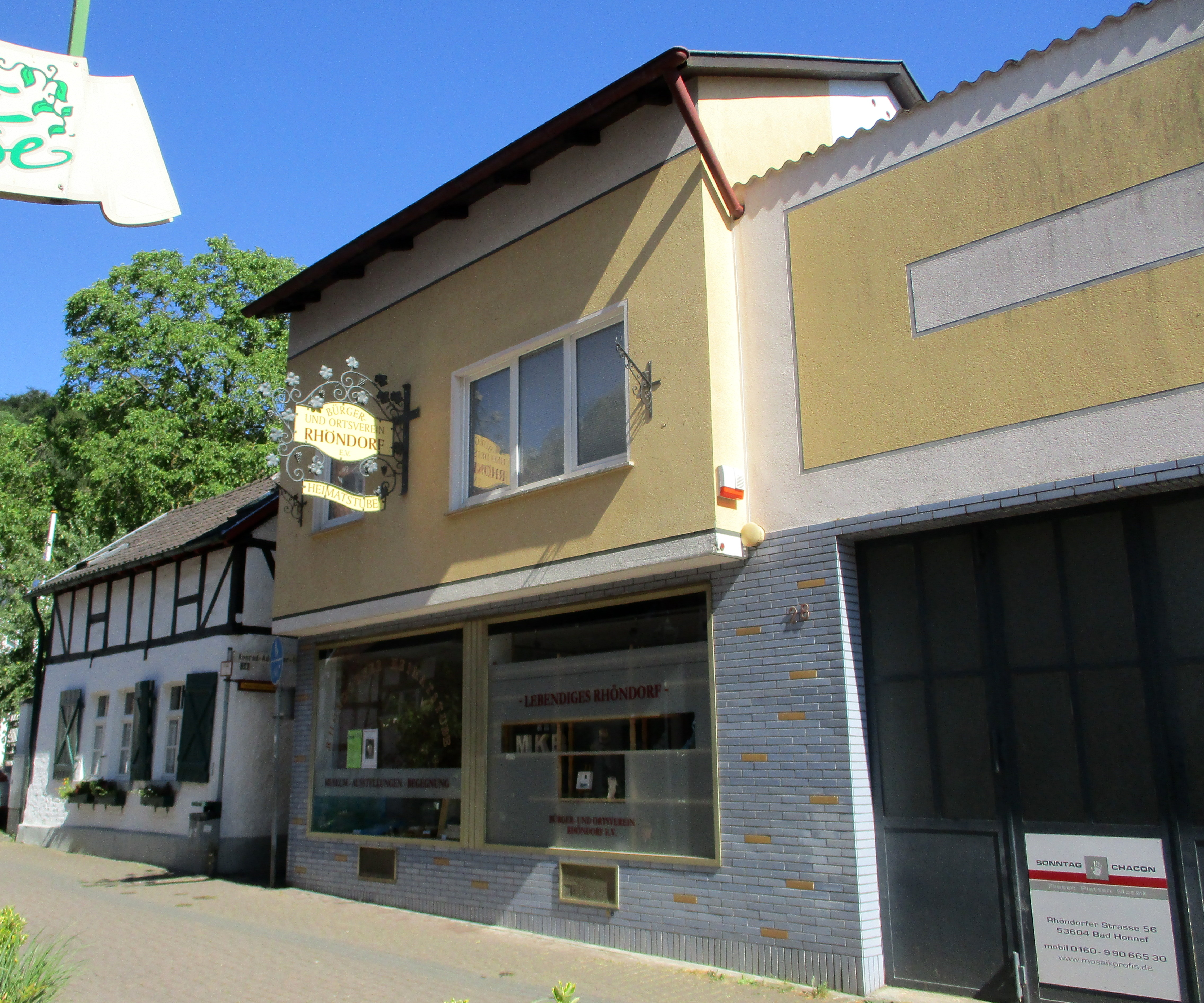
Rhöndorfer Heimatstube, Löwenburgstraße 28

Der Bürger- und Ortsverein Rhöndorf ist ein eingetragener gemeinnütziger Verein mit Sitz in Rhöndorf, einem Ortsteil der Stadt Bad Honnef im nordrhein-westfälischen Rhein-Sieg-Kreis.

## Geschichte vom Kulturkampf bis 1974

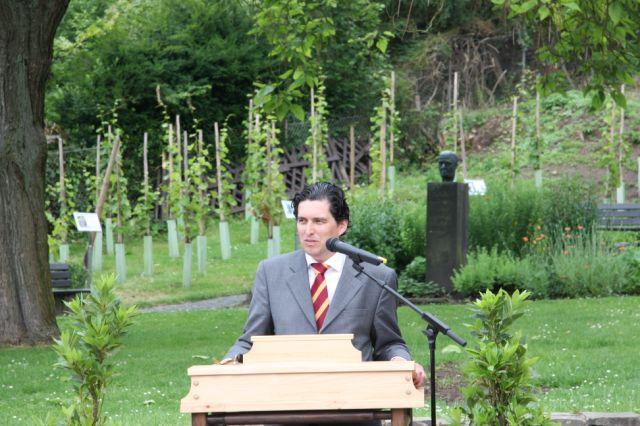
Einweihung des Lehrweinbergs in Rhöndorf durch den Vorsitzenden des Bürger- und Ortsvereins, Jörg Erich Haselier, 2009 – im Hintergrund die Büste von Peter Profittlich

Der Verein entstand aus einer 1974 erfolgten Fusion des altrechtlichen Katholischen Bürgervereins Rhöndorf, der 1868 im aufkommenden Kulturkampf vom Leiter der örtlichen Schule, Hubert Schiffelmann, gegründet wurde, und dem Ortsverein Rhöndorf e.V. – Verein für kommunalpolitische und verkehrsfördernde Bestrebungen – aus dem Jahr 1908. Dieser hatte sich vor allem der Förderung des Fremdenverkehrs verschrieben.
Besondere Aktivitäten entfaltete der Verein in der Adenauer-Ära unter seinem langjährigen Vorsitzenden Peter Profittlich. Mit ihm an der Vereinsspitze wurde der Bau des Musikpavillons initiiert, der vom berühmten Architekten Fritz August Breuhaus de Groot entworfen und 1959 fertiggestellt wurde.
Der Bäcker- und Konditormeister Profittlich erntete auch ein breites mediales Echo durch seinen Streit mit Adenauer um den Bau einer Seilbahn von Rhöndorf auf den Drachenfels, den meistbestiegenen Berg des Siebengebirges. Mit Profittlichs Tod verlor der Ortsverein Rhöndorf, zu dessen Mitgliedern auch Adenauer zählte, an Dynamik. Eine Fusion mit dem Ende der 1960er-, Anfang der 1970er-Jahre deutlich aktiveren und schwerpunktmäßig im kirchlich-gesellschaftlichen Raum tätigen Katholischen Bürgerverein, in dem Konrad Adenauer Ehrenmitglied war und der 1968 feierlich auf sein hundertjähriges Bestehen zurückblicken konnte, bot sich an.

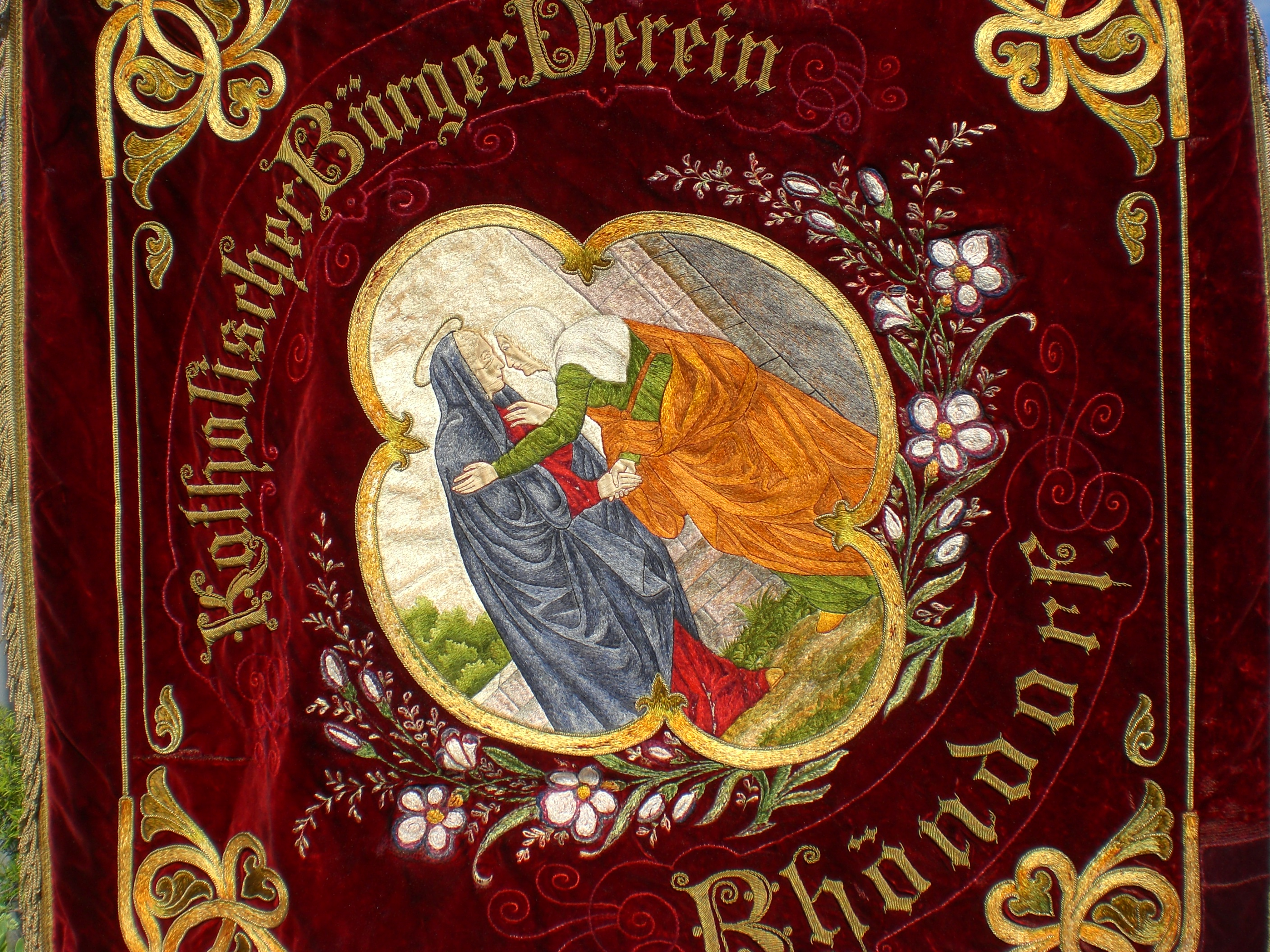
Die Vorderseite der Vereinsfahne mit der Szene Mariä Heimsuchung – Maria begegnet ihrer Verwandten Elisabet

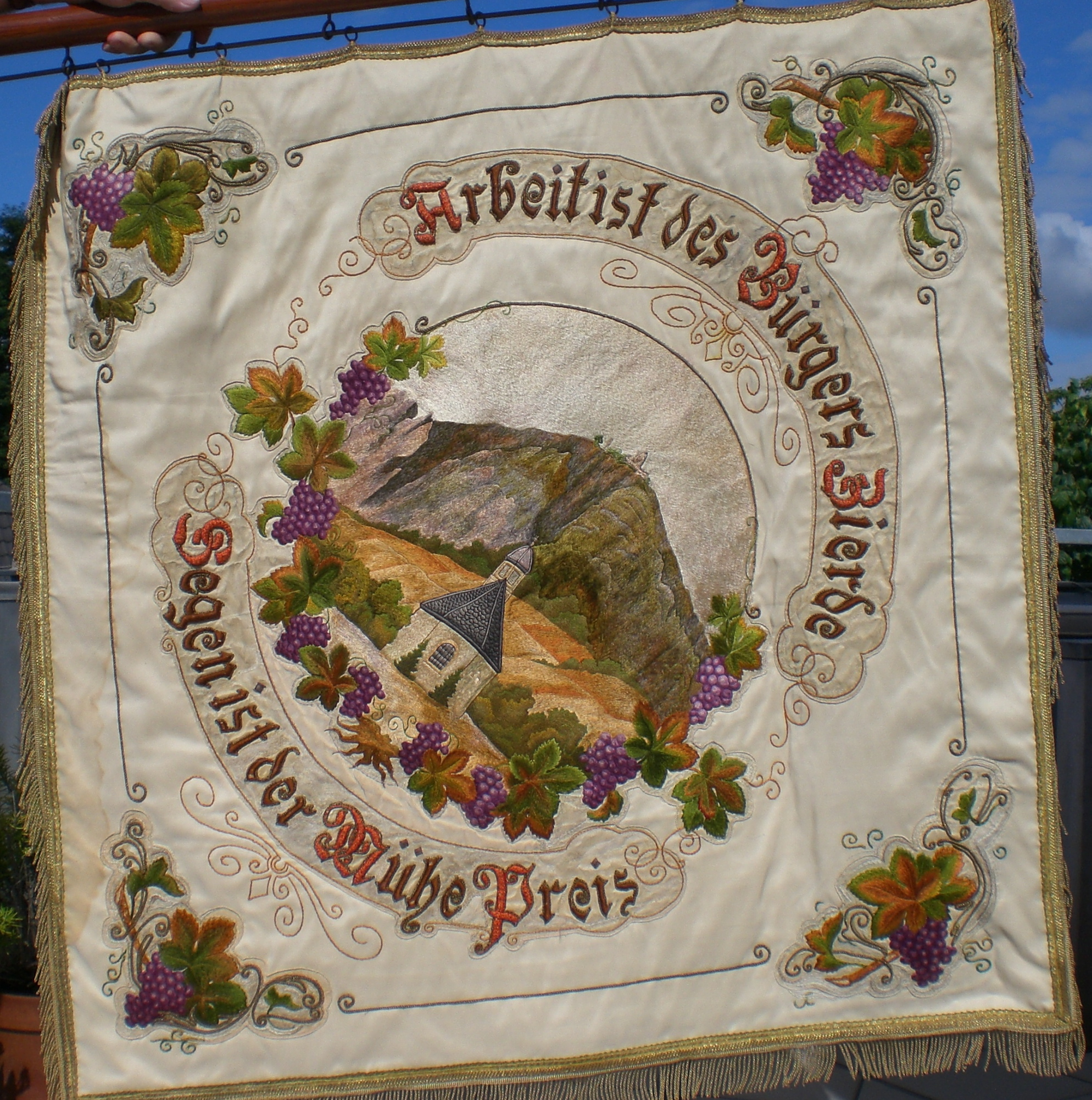
Die Rückseite der alten Vereinsfahne mit dem Ortssymbol, der Alten Kapelle, Weinreben sowie dem Spruch „Arbeit ist des Bürgers Zierde – Segen ist der Mühe Preis“

## Aktivitäten

### Einrichtung und Betrieb eines Lehrweinberges
Seit der Fusion am 7. Juni 1974 unter der Leitung des vormaligen Vorsitzenden des katholischen Bürgervereins, Josef Aenstoots, bringt sich der Verein zur Weiterentwicklung des Ortsbildes, in kulturellen und Bildungsfragen sowie zu kommunalen Fragestellungen aktiv ein, getreu dem auf der altehrwürdigen Fahne wiedergegebenen Motto aus Schillers „Lied von der Glocke“: „Arbeit ist des Bürgers Zierde – Segen ist der Mühe Preis.“
Zur Wiederbelebung alter Weinbergsbrachen pachtete der Verein 2008 städtischen Grund, der zur bis 1970 bestockten Weinbergslage Ulaneneck, Großlage Petersberg, gehörte. Damals blieben von einstmals 485 ha Weinbergen im Rhein-Sieg-Kreis nach der Flurbereinigung gerade einmal 20 ha übrig. Heute unterhält der Bürger- und Ortsverein auf dieser Fläche einen 2011 erweiterten Lehrweinberg in der Ortsmitte am Ziepchensplatz und baut in Eigenleistung eine eigene rheinische Cuvée aus den Trauben mittelrheintypischer Reben, vor allem Riesling, aus. Die feierliche Einweihung des Lehrweinberges 2009 wurde auch in Erinnerung der Fertigstellung des Musikpavillons vor 50 Jahren begangen.
Mit dieser Aktivität will der Verein den Zusammenhalt des Weinanbaugebietes Mittelrhein, welches größtenteils in Rheinland-Pfalz und mit den gut 20 ha Siebengebirgswein in Nordrhein-Westfalen liegt, unterstreichen. Die vor dem Lehrweinberg gepflanzten Rosen stammen aus dem Garten Konrad Adenauers, der ein passionierter Rosenliebhaber war.

### Die Anfänge der Partnerschaft mit Cadenabbia
1992 kam es zur Besiegelung der Städtepartnerschaft der Stadt Bad Honnef mit der italienischen Ortschaft Cadenabbia, einer am Ufer des Comer Sees in der Lombardei gelegenen Fraktion der Gemeinde Griante. Die Pflege dieser Beziehungen wurde dem Bürger- und Ortsverein Rhöndorf übertragen. Cadenabbia war in den 1950er- und 1960er-Jahren regelmäßiges Urlaubsdomizil Konrad Adenauers. Dort wurde er zum passionierten Boccia-Spieler und ließ sich in der Folge eine noch heute bestehende Boccia-Bahn in seinen Rhöndorfer Garten bauen. Der Bürger- und Ortsverein Rhöndorf ist Mitglied eines im November 1997 gegründeten Partnerschaftskomitees Bad Honnef-Cadenabbia.

### Rheinische Landeskunde, Traditions- und Landschaftspflege
Der Verein organisiert Veranstaltungen, Besichtigungen, Ausflüge und Vorträge zur rheinischen Landeskunde. In diesem Sinne richtet er eine jährliche Festversammlung aus. Er ist unter anderem Mitglied im Rheinischen Verein für Denkmalpflege und Landschaftsschutz und dem Verschönerungsverein für das Siebengebirge  und beteiligt sich maßgeblich an Ortsfesten mit teilweise altem rheinischen Brauchtum wie dem Maiansingen und dem Kirmeswochenende am Patroziniumsfest der Rhöndorfer Pfarrkirche St. Mariä Heimsuchung (2. Juli, altes Datum). In der dunklen Jahreszeit organisiert der Verein das „Dotzen“ (Martinssingen) vor dem Martinszug zur Finanzierung der Weckmännchen, die an die Kinder ausgegeben werden, die am Martinszug teilnehmen. Dieser Abend schließt mit dem rheinischen Traditionsessen Kesselsknall ab. Am dritten Adventssonntag findet auf dem Ziepchensplatz ein Weihnachtsmarkt mit Ständen von Selbsterzeugern statt.

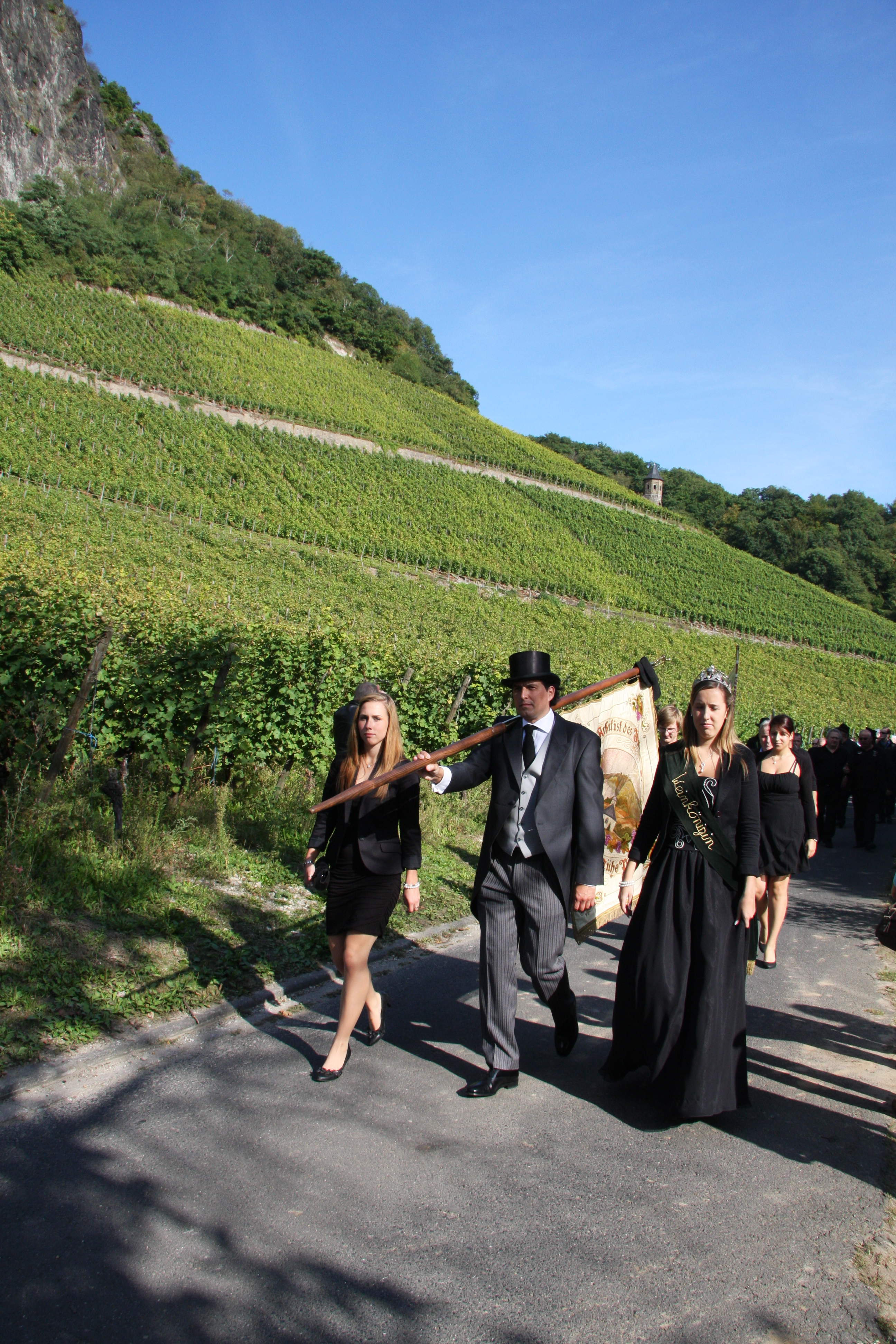
Trauerzug und Mahnwache unterm Drachenfels – 1000 Tage Weinbergswegsperrung (2013)

Bei einer Sperrung der Weinberge durch die Stadt Bad Honnef nach einem Steinschlag 2011 wurde der Bürger- und Ortsverein initiativ. Unterstützt vom Weinbauverband Siebengebirge richtete er eine Petition an den nordrhein-westfälischen Landtag, er initiierte eine Mahnwache und koordinierte eine Aktion im Herbst 2013, bei der Gruppen und einzelne Bürger die Trauben in den gesperrten Weinbergen abernteten. Durch Spendengelder finanzierte die durch ihn initiierte Aktion „Rettet den Wein“ im April 2014 die Anschaffung und Aufstellung sogenannter Bigbags, die ein Betreten der Weinberge durch Mitarbeiter der Winzer aus arbeitsschutzrechtlicher Sicht nach siebenmonatigem Verbot durch den Regierungsbezirk Köln wieder ermöglicht.
Erstmals beteiligte sich der Ort mit dem Verein als Initiator und Bewerber im September 2014 am Wettbewerb Unser Dorf hat Zukunft, überzeugte die Juroren vor allem mit dem Engagement rund um den Weinbau und den Einsatz für einen barrierefreien Umbau des örtlichen Bahnhofes und errang eine Goldmedaille auf der Ebene des Rhein-Sieg-Kreises in der Kategorie Dörfer bis 3000 Einwohner.

### Museum und Begegnungszentrum
Im Jahr 2013 baute der Verein ein seit 2012 in seinem Besitz befindliches Haus im Ortskern um, das unter dem Namen „Rhöndorfer Heimatstube“ als Heimatmuseum dienen soll. Unter anderem beherbergt es eine Sammlung zur Geschichte der jahrzehntelang in Rhöndorf ansässigen Firma Penaten. Seit Herbst 2012 wird das Haus für Gesprächs- und Vortragsabende sowie Gremiensitzungen genutzt.
Ebenso finden Ausstellungen statt, wie eine Benefiz-Kunstauktion zugunsten der 2013 initiierten Aktion „Rettet den Wein!“
Die offizielle Einweihung als Museum ereignete sich unter Beteiligung von Landrat Sebastian Schuster am 5. Juli 2014. Am 22. Februar 2015 erfolgte die Eröffnung der Ausstellung „Expo Vinum“, die mit Exponaten aus fünf Jahrhunderten bis zum 19. April 2015 aufzeigte, was den Menschen in und um Rhöndorf der Weinanbau bedeutet.

## Die Vorsitzenden und ihre Amtszeit seit der Fusion am 7. Juni 1974
- Josef Aenstoots (1914–2011): 1974–1982 (anschließend Ehrenvorsitzender)
- Werner Ebeling: 1982–1998
- Winfried Redeligx: 1998–2002
- Ellen Rechmann: 2002–2008
- Jörg Erich Haselier: 2008–2015[19]
- Alfred Höhler: 2015–2023
- Patrick Pieper: seit 6. September 2023